# Heat Shield Rock

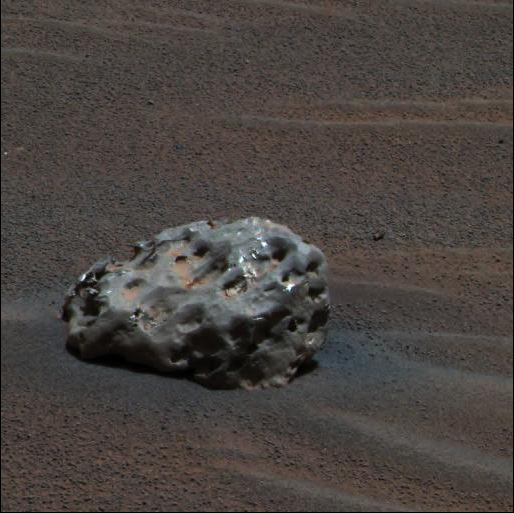
Meteorite Heat Shield Rock

Heat Shield Rock è un meteorite di ferro/nichel trovato sul pianeta Marte dal rover Opportunity nel gennaio 2005. Il meteorite, della dimensione di una palla da basket, fu ufficialmente chiamato Meridiani Planum dalla Meteoritical Society nell'ottobre 2005 (i meteoriti prendono sempre il nome dal posto dove sono stati scoperti).

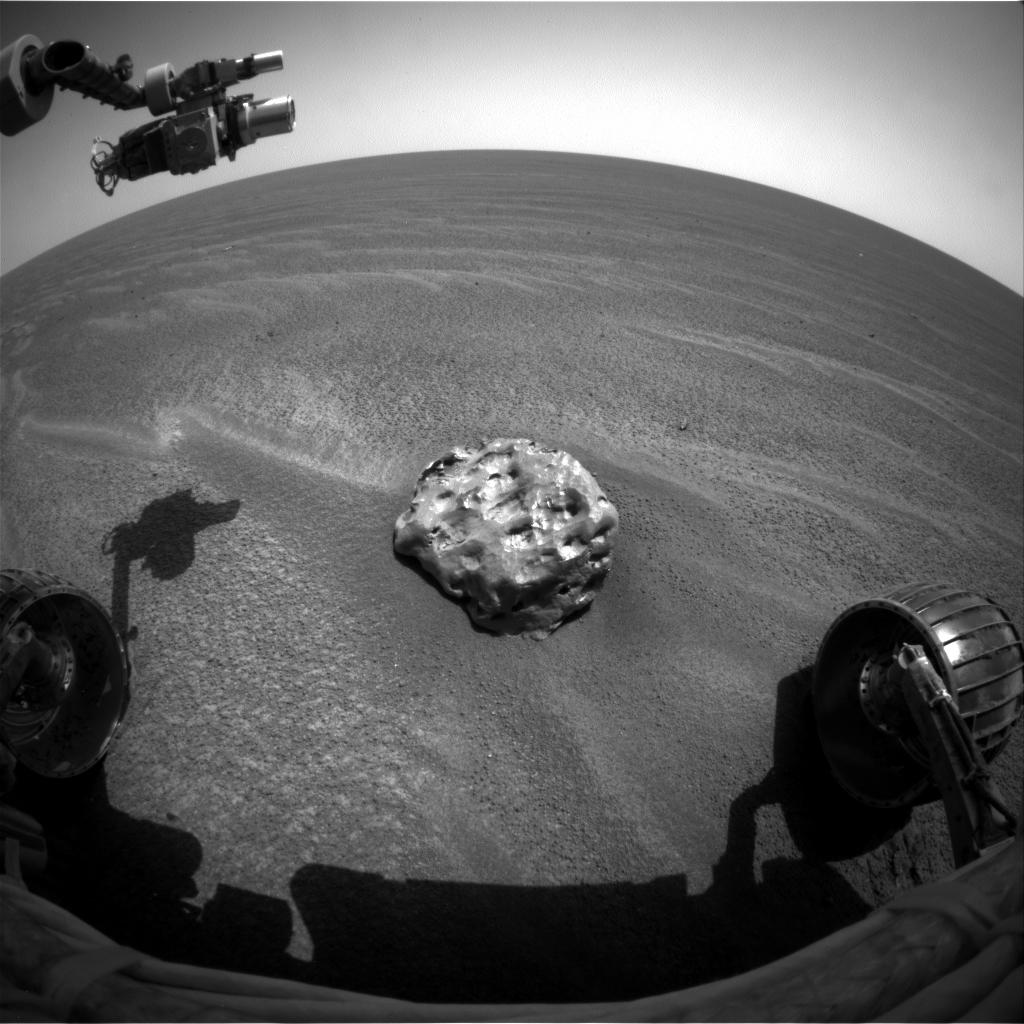
Visto dalla telecamera frontale di Opportunity

Opportunity incontrò il meteorite per una pura coincidenza nelle vicinanze del suo scudo termico (da cui il nome), dopo il termine delle analisi condotte nel cratere Endurance. Heat Shield Rock rappresenta il terzo meteorite trovato su un altro corpo del sistema solare — gli altri due, il Bench crater meteorite e l'Hadley Rille meteorite sono stati trovati sulla Luna.
I dati dello spettrometro del rover furono utilizzati per determinarne la composizione e confermare la sua natura di meteorite di ferro/nichel composto da kamacite con 5-7% di nichel. Non furono tentate perforazioni con il Rock Abrasion Tool (uno strumento presente a bordo del rover in grado di praticare piccoli fori nelle rocce), poiché questo strumento è stato progettato per lavorare con rocce normali e si sarebbe probabilmente danneggiato con una lega di ferro/nickel.
Meridiani Planum, dove è stato trovato, è una regione nella quale si suppone sia stato presente nel passato uno strato di materiale spesso un chilometro e successivamente eroso. L'impatto ha creato un cratere che si è eroso nel corso di milioni, o anche miliardi di anni. In ogni caso la roccia non presenta segni evidenti di ossidazione, nonostante l'ambiente marziano, quindi è precipitato recentemente oppure è rimasto sepolto per molto tempo.
Da notare che il termine meteorite marziano si riferisce generalmente alle meteoriti trovate sulla Terra che provengono da Marte. Un famoso esempio di meteorite marziana è ALH 84001.